# Nigel Kerner
Pour les articles homonymes, voir Kerner.
 (septembre 2009).
Nigel Kerner est un essayiste britannique explorant le thème de l'ufologie.

## Biographie
En 2009, Kerner s'investit dans des projets humanitaires en Asie du sud-est.

## Œuvres
- Grey Aliens and the Harvesting of Souls: The Conspiracy to Genetically Tamper with Humanity, Bear & Company, (15 Jan 2010),   (ISBN 978-1-59143-103-9)
- The Song of the Greys, Hodder & Stoughton Ltd, (2 Oct 1997),  (ISBN 978-0-340-69581-4)
- So, You Believe There Is No God